# USS Pentheus (ARL-20)
USS Pentheus (ARL-20) był amerykańskim okrętem do naprawy okrętów desantowych typu Achelous, który pełnił służbę w US Navy pod koniec II wojny światowej. Był jedynym okrętem amerykańskim noszącym nazwę pochodząca od Penteusza – króla Teb z greckiej mitologii.
Stępkę jednostki planowanej wtedy jako LST–1115 położono w Chicago Bridge and Iron Company w Seneca (Illinois) 29 września 1944. Okręt został zwodowany 22 grudnia 1944 i umieszczony w ograniczonej służbie (ang. reduced commission) 4 stycznia 1945. Przeszedł przebudowę i został wcielony do normalnej służby (ang. full commission) jako USS Pentheus (ARL–20) 7 czerwca 1945. Pierwszym dowódcą został Lieutenant Mason E. Brock, USNR.

## Służba
Po próbach odbiorczych na Chesapeake Bay „Pentheus” zabrał na pokład pontony w Providence i 15 lipca wyszedł w drogę w rejon Strefy Kanału Panamskiego. Na Pacyfik przeszedł 26 lipca i popłynął do Subic Bay na Filipinach. Dotarł tam 17 października i był zaangażowany w prace remontowe do momentu wypłynięcia w kierunku Pearl Harbor 5 stycznia 1946. Z Hawajów popłynął do Johnston Island na dwutygodniowy przydział, a następnie odpłynął do Green Cove Springs (Floryda) i został dezaktywowany. Po dotarciu 20 kwietnia został wycofany ze służby i przydzielony do Atlantic Reserve Fleet, gdzie pozostawał do chwili skreślenia z listy okrętów 1 stycznia 1960. Sprzedany 13 czerwca 1960 Ships, Inc z Florydy. Dalsze losy nieznane.